# 9709 Chrisnell
9709 Chrisnell (5192 T-3) là một tiểu hành tinh vành đai chính.